# Korea (Kosów)
Korea – część wsi Kosów w Polsce, położona w województwie łódzkim, w powiecie piotrkowskim, w gminie Moszczenica.
W latach 1975–1998 Korea administracyjnie należała do województwa piotrkowskiego.